# Estoril Open 2011
Die Estoril Open 2011 waren ein Tennisturnier der WTA Tour 2011 für Damen sowie ein Tennisturnier der ATP World Tour 2011 für Herren, das zur gleichen Zeit vom 23. April bis 1. Mai 2011 in Oeiras stattfand.

## Herrenturnier
→ Qualifikation: Estoril Open 2011/Herren/Qualifikation

## Damenturnier
→ Qualifikation: Estoril Open 2011/Damen/Qualifikation